# Balderton
Balderton – wieś w Anglii, w hrabstwie Nottinghamshire, w dystrykcie Newark and Sherwood. Przylega do miasta Newark-on-Trent i leży 27 km na północny wschód od miasta Nottingham i 178 km na północ od Londynu. Miejscowość liczy 10 298 mieszkańców.